# 광교SK뷰레이크타워 오피스텔동
광교SK뷰레이크타워 오피스텔동(영어: Gwanggyo SK VIEW Lake Tower Officetel Tower)은 대한민국 경기도 수원시 영통구 광교동에 지어지고 있고 높이는 140.4m, 지상 41층짜리의 마천루이다. 2016년에 착공하였고 2019년 10월에 완공되었다.

## 역사
2015년 광교신도시 업무5-1블록 일원에 광교레이크뷰타워를 분양할 예정이다. 오피스텔이 들어선다. 2016년 광교SK레이크뷰타워로 명칭을 변경했다. SK건설이 광교신도시에 오피스텔동을 건설할 예정이다. 이후 착공하여 2019년에 완공하였고 10월에 개장했다. 광교SK뷰레이크타워는 광교호수공원 북단에 건설되었다.

## 높이
오피스텔동의 높이는 약 140m로 광교SK뷰레이크타워 오피스동(41층, 175m) 주변에 있는 최고 높이 오피스텔이다. 광교SK뷰레이크타워 오피스동(41층, 175m) 주변에 있는 높은 규모다. 완공 당시 광교신도시에서 높은 오피스텔동을 자랑한다. 현재 광교신도시에서 높은 오피스텔동을 자랑한다. 2019년에 완공된 오피스텔동이 다른 오피스텔의 높이보다 낮다.

## 특징
오피스텔동인 B동은 호수 조망이 있는 오피스텔 빌딩이다. 저층에는 근린생활시설이 있고 24층에는 주민공동시설이 있다. 조망은 남쪽으로는 광교호수공원을 볼 수 있고 북쪽으로는 광교산을 볼 수 있다.

## 내부 시설
광교SK뷰레이크타워 오피스텔동의 내부 시설이다.
| 층수                | 시설                       |
| ------------------- | -------------------------- |
| 25층 ~ 41층         | 오피스텔                   |
| 24층                | 오피스텔 커뮤니티          |
| 3층 ~ 23층          | 오피스텔                   |
| 1층 ~ 2층           | 상가                       |
| 지하 4층 ~ 지하 1층 | 지하주차장, 싱가(지하 1층) |
| 지하 5층            | 기계실                     |

## 사건 및 사고
2017년 12월 25일 오후 2시 46분께 화재가 발생했다. 큰불이 나서 1명이 숨졌고 14명이 부상당했다.

## 같이 보기
- 광교SK뷰레이크타워
- 광교SK뷰레이크타워 오피스동
- 수원시의 마천루 목록